# Tsacianiegas

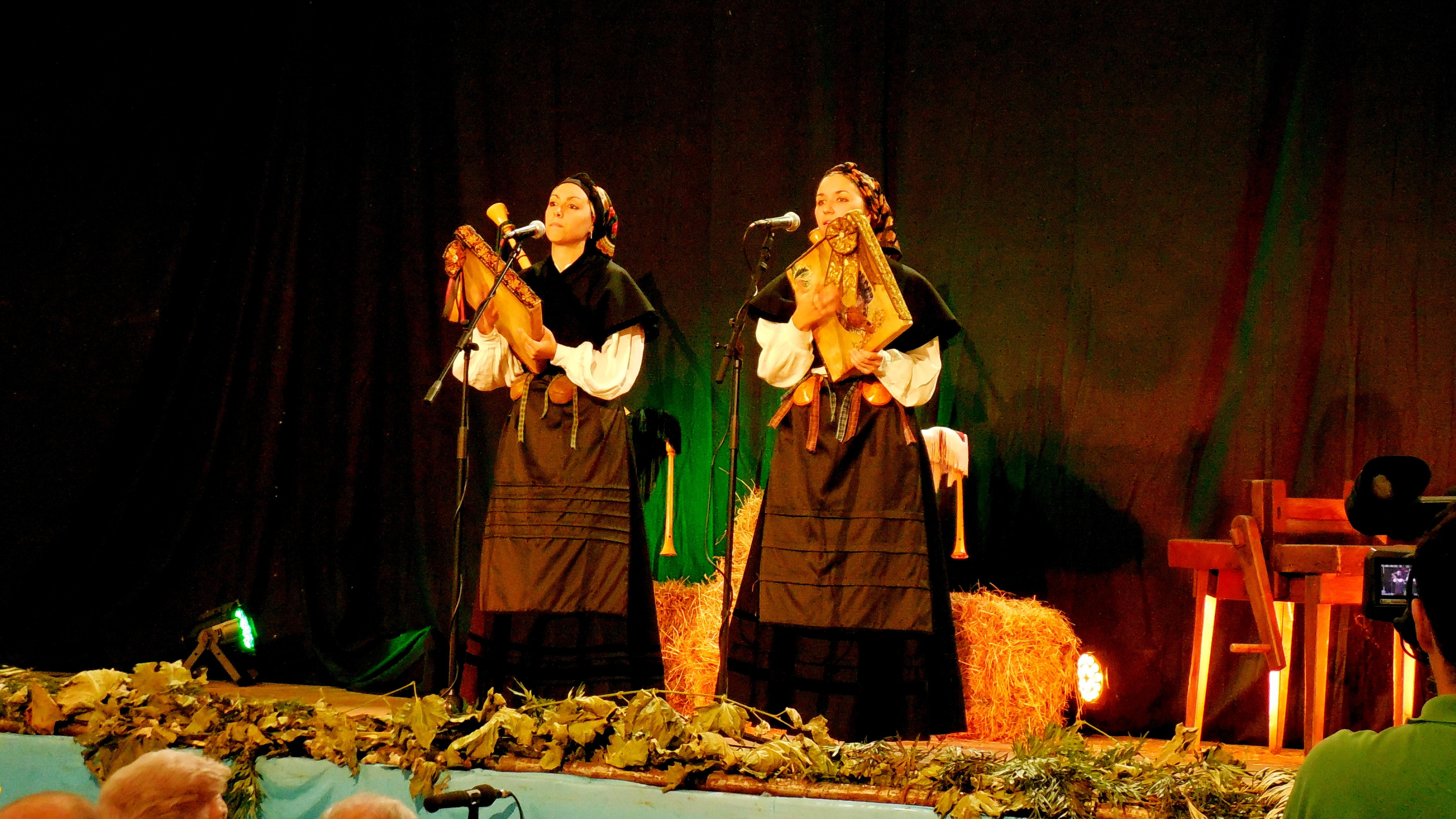
Tsacianiegas durante una actuación en Foz de Morcín (Asturias), en el XXXIV Festival de Canción Asturiana, el 14 de septiembre de 2014

Tsacianiegas es un dúo musical femenino español formado por las hermanas Raquel y Laura Álvarez Alonso, naturales de San Miguel de Laciana (León), que desde pequeñas han estado vinculadas a la cultura tradicional, especialmente del norte de León y suroeste de Asturias. El repertorio de piezas que cantan y tocan incluye cantares de boda, jotas, garruchas y vaqueiradas, algunas de las cuales son cantadas en patsuezu, variedad asturleonesa vernácula de la montaña occidental asturleonesa.

## Trayectoria
Después de dejar en 2005 el grupo de bailes en el cual habían empezado de pequeñas, Laura comenzó su andadura sola cantando y tocando el pandeiru cuadrau y la pandereta en diversos actos. En 2008 Raquel empezó a acompañar a su hermana para cantar y tocar en bodas según la tradición de la montaña occidental asturleonesa —como la boda tradicional lacianiega en el Mercáu Tsacianiegu de San Miguel de Laciana—, momento en el que surgió Tsacianiegas.
A finales de 2009 grabaron un disco para ilustrar el libro Colección de cantares de boda de Laciana, Babia y Alto Bierzo, de Piélago del Moro. Los cantares de boda son una parte pequeña dentro de su repertorio, compuesto por gran variedad de canciones que se tocaban tradicionalmente como acompañamiento en celebraciones o para el baile. Algunas piezas están cantadas en patsuezu, variedad vernácula de la montaña occidental asturleonesa, y en gran parte de sus actuaciones muestran la indumentaria tradicional propia de Laciana.
En 2014 actuaron en la fiesta de la Trashumancia, que tuvo lugar en julio en Orallo, en el XXXIV Festival de Canción Asturiana, que se celebró en septiembre en La Foz de Morcín (grabado por la RTPA y emitido en el programa Sones), y en la I Nueite Folk de San Miguel de Laciana, también en septiembre. Ese año, además, compusieron la Xota de Samiguel de Tsaciana (Jota de San Miguel de Laciana), con melodía de Héctor Álvarez Collado (miembro del desaparecido o no activo grupo folk Tsuniegu), a la que pusieron voz en patsuezu, toques de pandero cuadrado y castañuelas, y pasos de baile.
De 2015 a 2018 cantaron en la Boda Vaqueira y el Festival Vaqueiro en la braña de Aristébano (Valdés). En 2017 participaron en el III Encuentro anual Raíz Ibérica en Soria y en la grabación del disco «Carombu» de Xuacu Amieva y su grupo Dobra, y en 2018 en los festivales Sauga Folk de Colindres y el XIII Folklore Azoka en Portugalete. Este último año también participaron en el documental Llionés, paisajes que falan, producción de RICI Comunicación y Promoción para CyLTV, y en la grabación del disco que acompaña al libro El dialecto leonés, de Menéndez Pidal. En 2019 actuaron en el programa de televisión Luar, de la Televisión de Galicia.
En 2020 colaboraron en varias iniciativas con el patsuezu como protagonista, como el programa Invitation au voyage del canal franco-alemán ARTE, el proyecto Son de León de la Diputación de León y el Instituto Leonés de Cultura, y un calecho virtual promovido por el proyecto Camminus del Ayuntamiento de Villablino. En 2021 participaron en el disco «Madera, pelleyu y fierros, cantares de las comarcas leonesas», un compendio de cantares y toques de pandereta, pandeiru cuadrao, pandera y vano de la provincia de León, publicado por el colectivo Música con tsume y dirigido por el músico folk leonés Rodrigo Martínez. Igualmente, aparecieron en el programa Con la música a todas partes, de CyLTV.
En 2022 actuaron en la III Gandaina Urbana de Ponferrada, en la primera edición del Día de la Identidá Llionesa, en León, y en la segunda edición del festival MusiCares, que tuvo lugar en Santa Marina de Valdeón. También intervinieron en el programa Axuntábense, de la RTPA. En la Navidad de ese año cantaron una danza prima en el concierto de Carlos Núñez en León, con quien repitieron en verano de 2023 en el monasterio de Carracedo, dentro de su gira Lugares Máxicos.
También en 2023 actuaron en la I xuntanza de pandeiros y panderetas, que tuvo lugar en agosto en Caboalles de Abajo, en el concierto presentación del disco «Erromeriak» de Kepa Junkera —en el que también colaboran— durante la Aste Nagusia de Bilbao, en la V Romería de los Pájaros, que se celebró en septiembre en Paradilla de Gordón, y en la Alte Oper de Fráncfort junto al grupo Vigüela y la gallega Tania Caamaño en un festival de músicas del mundo.